# 交通違反切符
交通違反切符（こうつういはんきっぷ）は、交通違反の処理に用いられる証票。交通違反証（traffic ticket）ともいう。

## 日本
日本では交通反則通告制度において交通違反切符が用いられる。なお切符は正式名称ではなく、日本においては交通違反告知票が正式名称であるからして、警察官が取り扱う正式名称は、告知票である。

## アメリカ合衆国
アメリカ合衆国ではごく軽微な交通違反に対しては警察官からの警告（Warning）の措置を受けることがある。さらに一定の交通違反に対しては違反事項や違反者の氏名などを記載した交通違反切符が渡される。
交通違反切符の様式は各州で異なっており、違反事項の記載、氏名住所の記載、制裁として支払う必要のある金額の記載の有無などに違いがみられる。
交通違反切符の記載事項に異議がない場合には署名して裁判所に返送すると制裁として払う金額を記載した請求書が送られてくる。交通違反を行っていないと主張する場合は交通裁判所（traffic court）に出頭して事情を説明する必要がある。